# Rocco și frații săi
Rocco și frații săi (în italiană Rocco e i suoi fratelli) este un film italiano - francez din 1960, regizat de Luchino Visconti. Filmul relatează povestea unei familii italiene care se mută din sud în orașul Milano și dezbinarea acesteia în societatea nordului industrial. Din distribuție fac parte Alain Delon, Renato Salvatori, Annie Girardot și Claudia Cardinale, într-unul din primele ei roluri înainte de a deveni cunoscută pe plan internațional. Coloana sonoră a peliculei a fost compusă de Nino Rota.
A fost inclus în lista celor 100 de filme italiene de salvat (100 film italiani da salvare).

## Subiect
Filmul prezintă drama unei familii italiene din mediul rural care se mută în nordul Italiei, la Milano. Cei cinci membri ai familiei Parondi care se mută din sudul slab industrializat în nordul industrializat sunt văduva Rosaria (Katina Paxinou) și cei patru fii ai săi. Cel de-al cincilea fiu, Vicenzo, locuia deja la Milano. 
Prezentat în cinci secțiuni, filmul relatează povestea fraților Vincenzo (Spiros Focás), Simone (Renato Salvatori), Rocco (Alain Delon), Ciro (Max Cartier) și Luca (Rocco Vidolazzi) care au dificultăți de adaptare la viața într-un oraș mare. Familia se descurcă greu la început, dar apoi frații își găsesc de lucru. Simone devine boxer profesionist, Rocco lucrează la o curățătorie, iar Ciro intră la facultate. 
Acțiunea se desfășoară în jurul unei prostituate, Nadia (Annie Girardot), care este curtată și dorită atât de Simone, cât și de Rocco (Alain Delon). La început, aceasta se întâlnește cu Simone, cu care are o relație furtunoasă. După ce-și termină stagiul militar, Rocco devine iubitul acesteia. Relațiile dintre cei doi frați devin foarte tensionate din cauza Nadiei. Punctul culminant al acțiunii filmului este scena în care Simone o violează pe Nadia în fața lui Rocco, care renunță apoi la ea în favoarea fratelui său, din dorința de a face orice este nevoie pentru a păstra familia unită. În final, Nadia este ucisă de Simone.
Filmul se termină fără nicio rezolvare, cu nori negri care planează asupra familiei, final tipic pentru perioada neorealismului italian.
În timpul filmărilor pelicula a fost confiscată, iar lui Visconti i s-a cerut să renunțe la scenele în care sunt prezentate violarea și uciderea Nadiei. Visconti a fost reabilitat de o hotărâre judecătorească din 1966.
După cum declara Luchino Visconti în 1959, "Rocco abordează una din problemele de bază ale vieții italiene, fără a avea însă pretenția să o rezolve. Tema filmului este emigrația internă. O familie din sudul Italiei e obligată să emigreze în nordul țării la Milano, în condiții precare de viață și de muncă. Milano este un oraș care primește și absoarbe oameni din toate părțile Italiei, mai ales din sud și oferă muncitorilor condiții de viață care constituie o bază de plecare. Cum izbutesc acești oameni să se aclimatizeze într-un centru avid de mână de lucru ca Milano - iată povestea pe care mi-am propus să o filmez eu." 

## Distribuție
- Alain Delon - Rocco Parondi
- Renato Salvatori - Simone Parondi
- Annie Girardot - Nadia
- Katina Paxinou - Rosaria Parondi
- Max Cartier - Ciro Parondi
- Alessandra Panaro - logodnica lui Ciro
- Rocco Vidolazzi - Luca Parondi
- Spiros Focás - Vincenzo Parondi
- Corrado Pani - Ivo
- Claudia Mori - lucrătoare la curățătorie
- Adriana Asti - lucrătoare la curățătorie
- Enzo Fiermonte - boxer
- Nino Castelnuovo - Nino Rossi
- Rosario Borelli - un jucător
- Renato Terra - Alfredo, fratele Ginettei
- Roger Hanin - Morini
- Paolo Stoppa - Cecchi
- Suzy Delair - Luisa
- Claudia Cardinale - Ginetta

## Aprecieri critice
Criticul de film al New York Times , Bosley Crowther, a dat filmului o apreciere pozitivă, lăudând modul de regizare și de interpretare. El a scris: "Un film italian bun să stea alături de clasicul american, The Grapes of Wrath, a fost lansat noaptea trecută... Este vorba de Rocco și frații săi (Rocco e i suoi fratelli) al lui Luchino Visconti, și vine aici încununat cu lauri, ceea ce este destul de sigur, în acest context, că sunt din belșug meritați... Signor Visconti și-a conceput cu claritate filmul și manipularea strălucitoare a evenimentelor și a personajelor te face să simți asta. Există un amestec de puternic realism și emotivitate într-o asemenea măsură că marginile fiecăreia devin neclare și greu de distins... Alain Delon ca dulcele și credinciosul Rocco... este înduioșător de flexibil și de expresiv, dar Renato Salvatori este... cel care umple ecranul cu chinul unui caracter torturat și rănit. Interpretarea sa dură și neobosită este copleșitoare și de neuitat ... [și] actrița franceză Annie Girardot este, de asemenea, extraordinară ca prostituată demnă de milă..."
Criticii revistei Variety au lăudat filmul, scriind: "Cu toate defectele sale, acesta este una din realizările de top ale anului în Italia... Filmul se prezintă ca rezultat a numeroși autori, dar totul este tras împreună de direcția dinamică și, în general, de bun gust a lui Visconti. Ocazional, ca și în dezvăluirea către familie aproape de final a crimei lui Simone, acțiunea scapă de sub control și se apropie de melodramă. Impactul liniei povestirii principale, ajutat de jocul sensibil și ghidat excelent al lui Alain Delon ca Rocco, Annie Girardot ca prostituată, și Renato Salvatori ca Simone, este major. Katina Paxinou în unele scene este perfectă, iar în altele i se permite să joace prea teatral."
Când filmul a fost lansat în format DVD, criticul Glenn Erickson a afirmat: "O plăcere majoră a lui Rocco și frații lui este de a reda pur și simplu portretul vieții clasei muncitorești din Milano în 1960. Frumos îndreptat către proiectele de construire de locuințe și străzi a orașului, acest lucru este un prim exemplu al unui film care va acumula un interes istoric pur și simplu pentru că arată atât de mult modul în care oamenii trăiau și cum arătau locurile cu 40 de ani în urmă."

## Premii și nominalizări

### Premii
- Festivalul de Film de la Veneția (1960): Leul de Argint, Premiul FIPRESCI și Premiul Special (ultimele două pentru regizorul Luchino Visconti)
- Premiile David di Donatello - Italia (1961): Premiul David pentru cea mai bună producție (Migliore Produzione) - Goffredo Lombardo, la egalitate cu Dino De Laurentiis pentru filmul Tutti a casa (1960)
- Premiile Sindicatului Național Italian al Jurnaliștilor de Film (1961): Funda de Argint pentru cea mai bună imagine alb-negru (Migliore Fotografia in Bianco e Nero) - Giuseppe Rottuno; cel mai bun regizor (Regista del Miglior Film) - Luchino Visconti; cel mai bun scenariu (Migliore Sceneggiatura) - Pasquale Festa Campanile, Suso Cecchi d'Amico, Luchino Viscontiși Enrico Mediolli
- Premiile Bodil - Copenhaga, Danemarca (1962): Premiul Bodil pentru cel mai bun film european (Bedste europæiske film) - pentru Luchino Visconti

### Nominalizări
- Festivalul de Film de la Veneția (1960): Leul de Aur - Luchino Visconti
- Premiile BAFTA (1962): Premiul pentru cel mai bun film - Italia; Premiul pentru cea mai bună actriță străină - Annie Girardot